# Dơi lá đuôi
Dơi lá đuôi (danh pháp hai phần: Rhinolophus affinis) là loài động vật có vú trong họ Dơi lá mũi, bộ Dơi. Loài này được Horsfield mô tả năm 1823.